# 닌자 용검전 II: 암흑의 사신검
《닌자 용검전 II: 암흑의 사신검》(忍者龍剣伝II 暗黒の邪神剣)은 테크모가 제작한 1990년 횡스크롤 플랫폼 게임이다. 패밀리 컴퓨터로 개발된 《닌자 가이덴》 시리즈 삼부작의 두 번째 작품으로 일본에서 1990년 4월 처음 출시됐다. 북미 지역에선 《닌자 가이덴 II: 혼돈의 암흑검》, 유럽에선 《섀도 워리어 II: 혼돈의 암흑검》라는 제목으로 발매됐다.
전작 《닌자 용검전》으로부터 1년 후의 이야기를 다루며, 전작의 악당 자퀴오의 두목 아슈타르가 암흑의 사신검으로 세계정복을 노리자 미국이 고용한 주인공 류 하야부사가 다시 나서는 내용을 다뤘다. 전체적으로 전작의 게임플레이 구조를 유지하나 분신을 소환할 수 있는 파워업이 추가되는 등 변경점이 있다.
북미 패밀리 컴퓨터판에 기반한 아케이드판이 플레이초이스-10로 출시됐으며, 그 외 게임텍이 개발한 MS-DOS 및 아미가 이식판이 1991년 발매됐다.

## 반응
출시 당시 《닌자 용검전 II》는 긍정적인 반응을 얻었다.

## 참조

### 주해
1. ↑  영어: Ninja Gaiden II: The Dark Sword of Chaos
2. ↑  영어: Shadow Warriors II: The Dark Sword of Chaos